# Biczó Géza
Kiskéri Biczó Géza, Bitzó (Nagykőrös, 1853. február 20. – Budapest, 1907. november 4.) festőművész, grafikus és rajztanár.

## Családja
Biczó János (1820-1897) és Dobozy Zsuzsanna fiaként született. Felesége Hamar Ilona (1866-1932) volt, akivel 1884. december 5-én kötött házasságot. Gyermekeik dr. Bitzó Sarolta (1885-1965) magyar-német tanár és Biczó Ilona (1886-1970) festő és rajztanár voltak. 

## Pályafutása
A gimnáziumot szülővárosában, szaktanulmányait 1871 és 1875 között Kelety Gusztáv és Székely Bertalan növendékeként a budapesti Mintarajziskolában végezte. 1875-ben a kiskunhalasi református gimnázium rajztanára lett. 1876-77-ben mint önkéntes katona a bécsi képzőművészeti akadémián tanult. 1877-től újból a kiskunhalasi református gimnáziumban dolgozott rajztanárként, ezután a müncheni képzőművészeti akadémia hallgatója volt. A halasi líceumban 9 évig volt rajztanár, mely időből nagy feltűnést keltett Újonc c. képe, Csizmadia-műhelye, különösen pedig az Alku és Májszter c. életképei. 1885 szeptemberében saját kérésére Trefort Ágoston miniszter a budapesti VII. kerületi Barcsay utcai állami gimnázium tanárának nevezte ki, ahol egészen haláláig működött. 1880-tól a Műcsarnokban szerepelt képeivel, melyek többnyire a nép életét bemutató zsánerképek és arcképek voltak. Két évtizedig dolgozott a Vasárnapi Újság illusztrátoraként, ezenfelül könyvekhez is készített illusztrációkat .

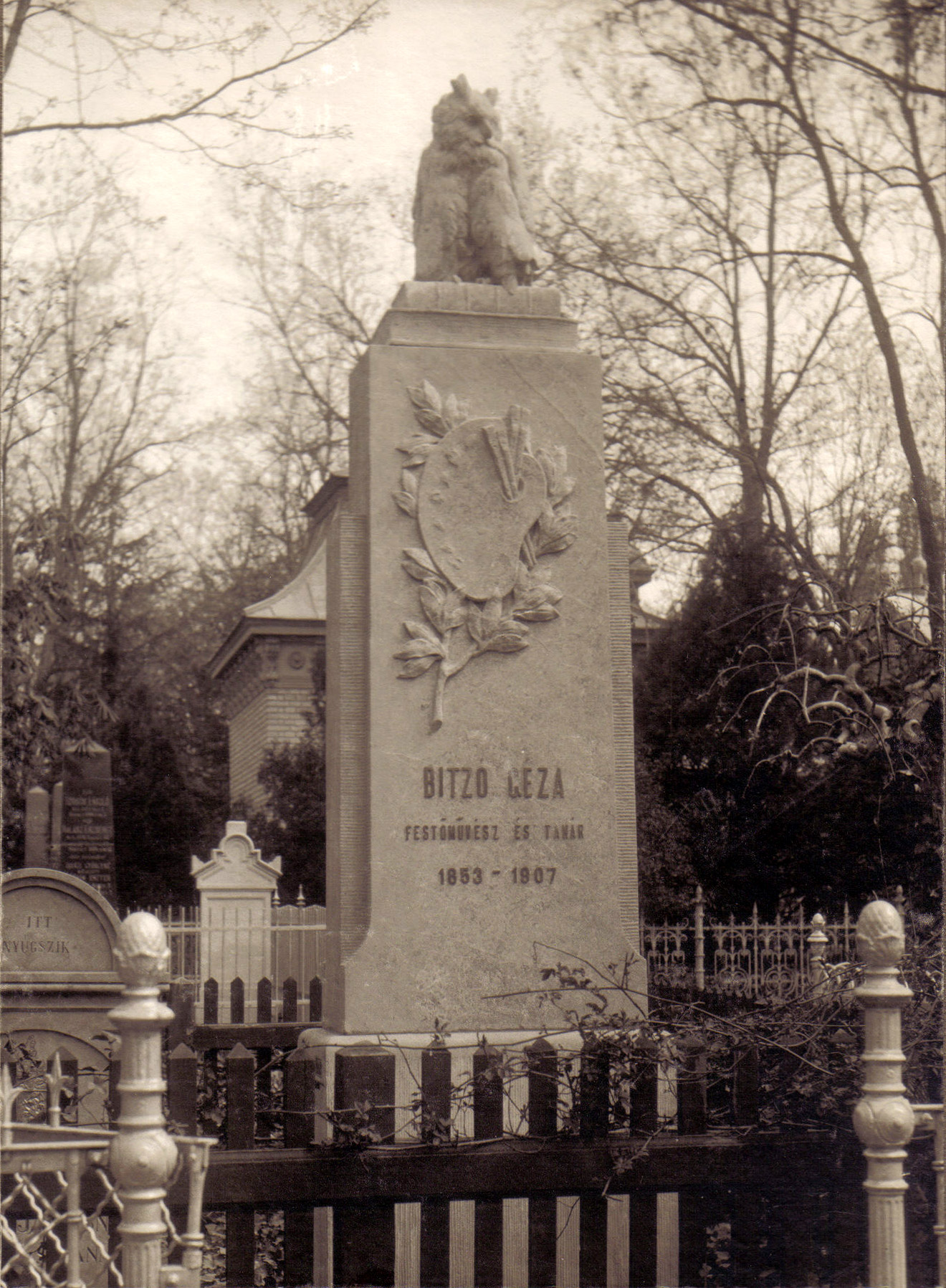

Balassa Bálint, Hunfalvy Pál, Szily Kálmán és Trefort Ágostonról készített arcképei a Magyar Tudományos Akadémia tulajdonában vannak. Arany Jánosról (Arany László megrendelésére) készült képe sajnos elveszett. Síremléke a nagykőrösi református temetőben áll.

## Emlékezete
Szülővárosában, Nagykőrösön utca viseli a nevét. 2019-ben a kiskunhalasi Thorma János Múzeumban emlékkiállítása volt egyik dédunokája, Fábián Dénes Zoltán szervezésében. A kiállításra életrajzi könyv is megjelent.

## Szövegkiadások
- Biczó Géza levelei Sarolta leánya hagyatékából; sajtó alá rend. Szigyártó Gyöngyi, szerk. Szakál Aurél; Thorma János Múzeum–Halasi Múzeum Alapítvány–Szigyártó Gyöngyi, Kiskunhalas, 2022 (Thorma János Múzeum könyvei)

## Galéria

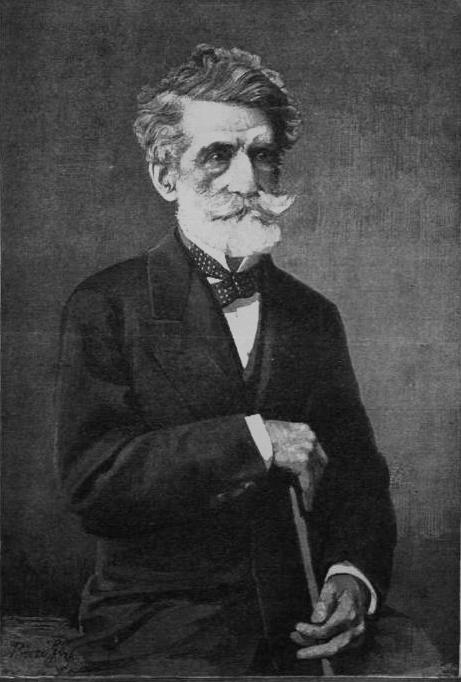
Dessewffy Marcel (1813–1886) jogász, társadalomtudós, nagybirtokos
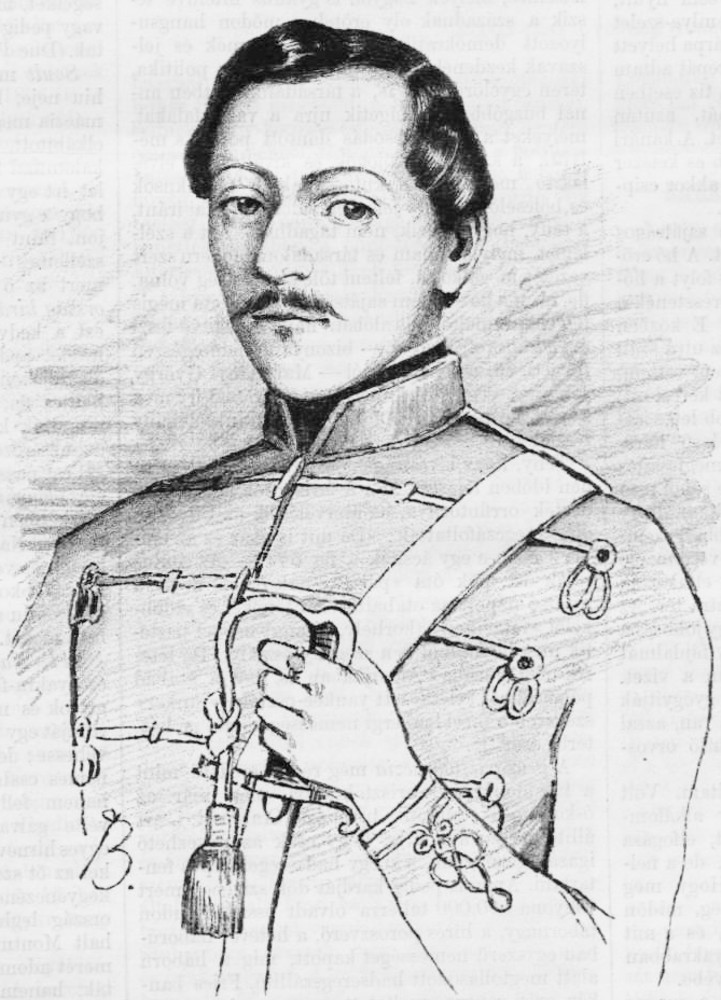
Fiáth Pompejus (1824–1848) huszártiszt
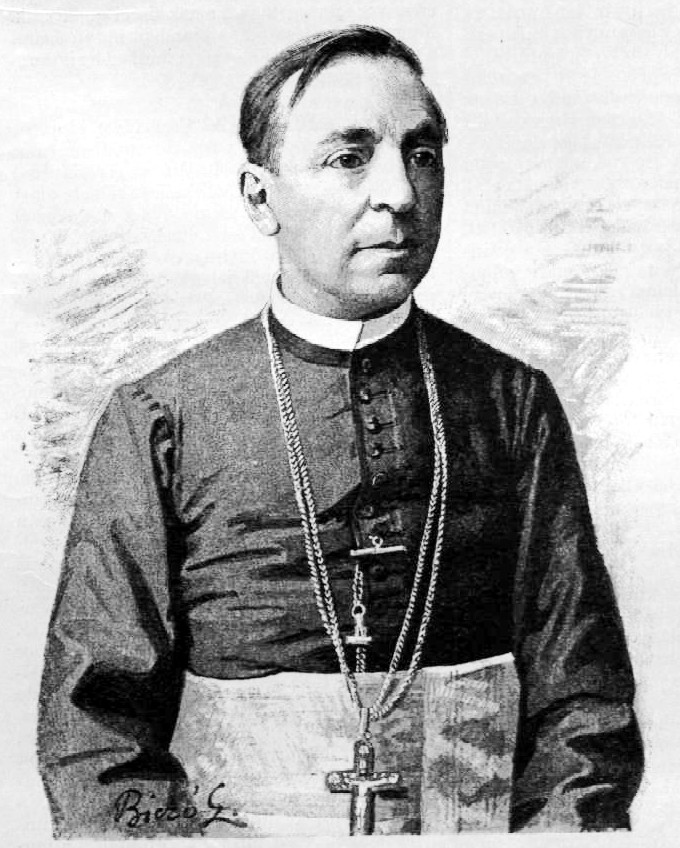
Dessewffy Sándor (1834–1907) csanádi püspök, a Felső Magyarországi Múzeum Egylet elnöke
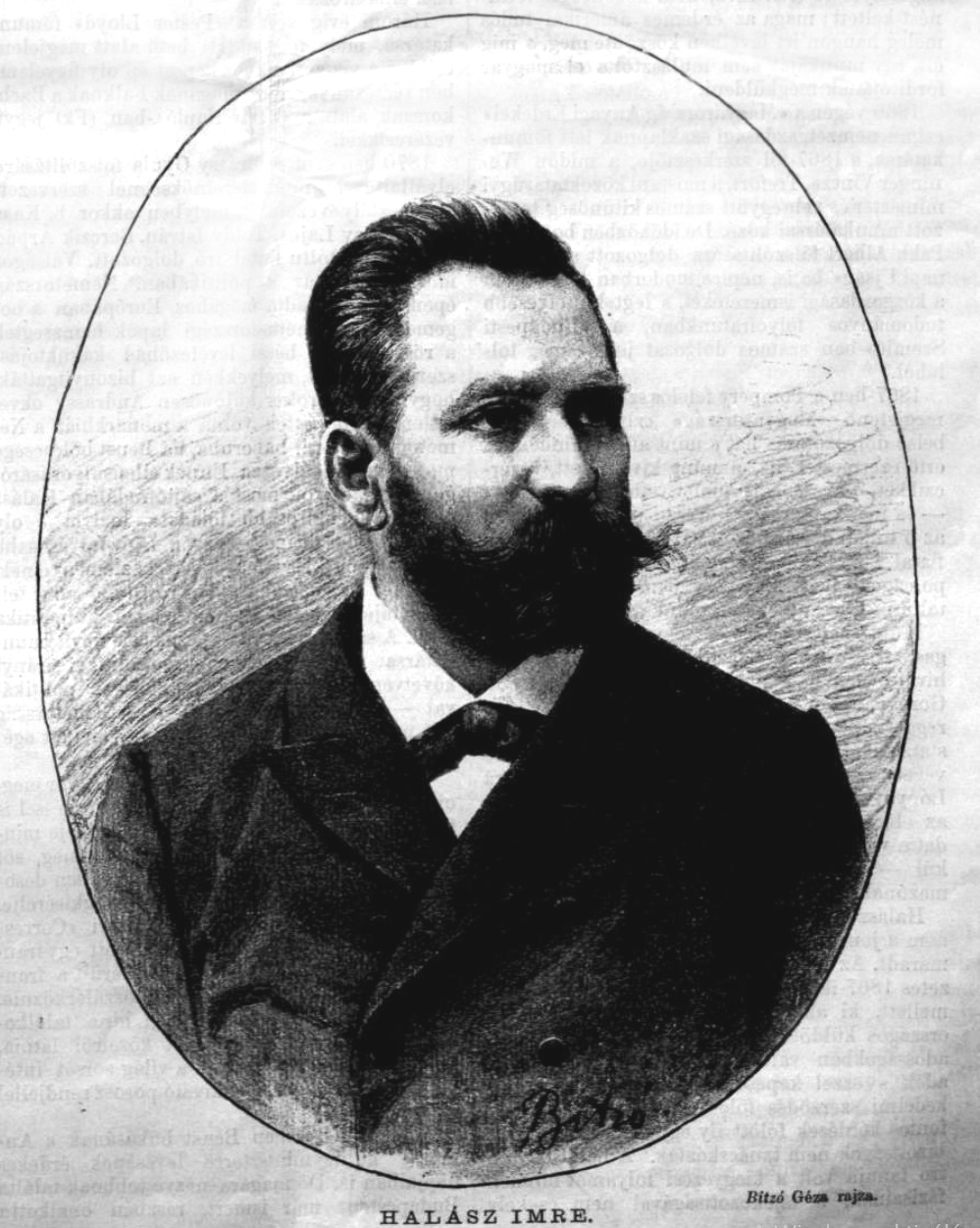
Halász Imre (1841–1918) hírlapíró, a Pesti Napló és Pester Lloyd munkatársa
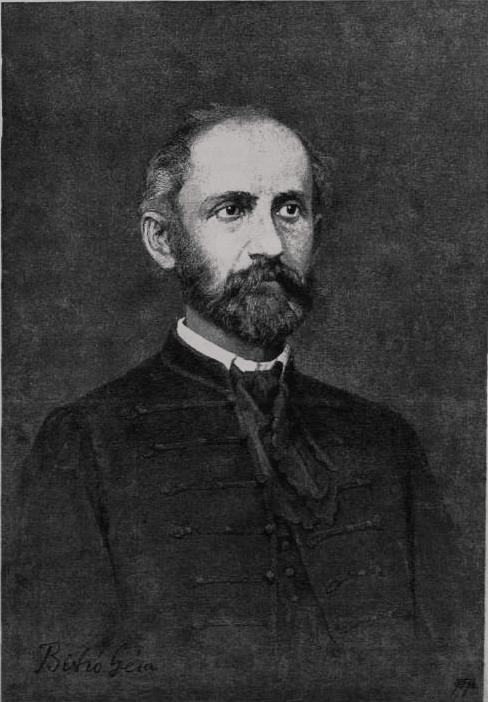
Ladányi Gedeon történész
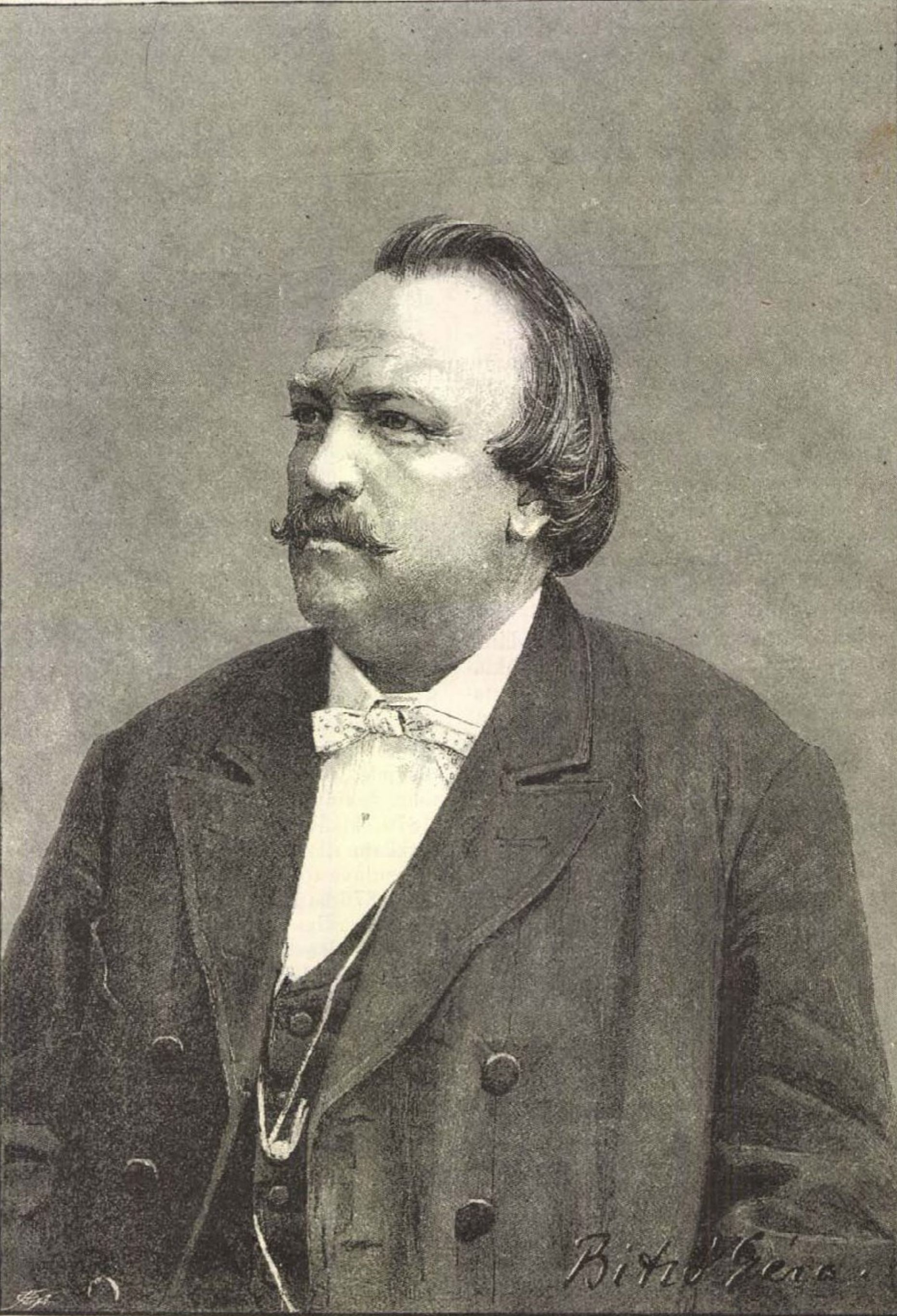
Szász Domokos püspök